# Furyfox Forlag
Furyfox Forlag er et forlag som hovedsageligt udgiver bøger for folk med interesse for biler. 
Furyfox står bag udgivelsen Nybilkatalogen, der er et årlig katalog over alle nye biler. Udkom første gang i 2004. 

## Links
- Furyfox Forlag AS Arkiveret 7. oktober 2007 hos  Wayback Machine